# Intercatia
Intercatia est une ancienne cité d'Espagne préexistant à la conquête romaine de la péninsule Ibérique,
Une des capitales des Vaccéens, Intercatia est entrée dans l'histoire pour sa résistance farouche à l'attaque des légions de Rome.

## Géographie
À la suite des mentions faites par des géographes et des historiens classiques tels que Ptolémée, Strabon ou Abraham Ortelius, qui donnent les coordonnées suivantes de son emplacement (41º50' de latitude nord et 10º15' de longitude est), de nombreux historiens anciens ont placé la ville vers l'actuelle ville de Villalpando (province de Zamora). C'est ce qu'affirment l'Historia General de España d'Antonio del Villar, Cesáreo Fernández Duro (es) dans Historia de Zamora y su Provincia ou encore Luis Calvo Lozano dans son Historia de la Villa de Villalpando.
D'autres historiens plus récents, déjà détachés du poids de l'autorité impliquée par les avis mentionnés, ont localisé Intercatia dans les villes d'Aguilar de Campos (province de Valladolid), Tapioles - Cerecinos de Campos (province de Zamora), Montealegre de Campos (Valladolid) ou, encore Fuentes de Nava. Cependant, ces derniers temps, l'hypothèse selon laquelle Intercatia correspondrait à Paredes de Nava (province de Palencia) semble l'emporter car une tessère y a été trouvée.

## Histoire
Intercatia apparait dans l'histoire à la suite de la campagne du général romain Lucius Liciniis Lucullus contre les vaccéens en l'an 151 avant J. C., une campagne qui a résulté de la décision prise par le Sénat romain d'étendre l'influence de Rome au-delà des terres ibériques récemment conquises dans la partie orientale de la péninsule.
Après avoir pris Cauca, une autre cité vacéenne et passé au fil de l'épée la grande majorité de ses habitants après un faux pacte, Lucullus se rend dans la ville d'Intercatia où, selon l'historien romain Appien, quelque 20 000 hommes de pied et environ 2 000 cavaliers, sont réunis.
La ville est assiégée, selon Wattenberg, pendant deux mois au cours desquels l'armée romaine (environ 25 000 hommes) subit de multiples épreuves du fait de l'épuisement des vivres collectés dans le Cauca, des contre-attaques de la redoutable cavalerie vaccéenne et des escarmouches démoralisantes, telles que, par exemple, l'épisode dans lequel, après avoir brisé l'enceinte de la ville, l'armée romaine pénètre par la brèche, noyant plusieurs centaines d'assaillants qui, ignorant le terrain, tombent dans une lagune (Appien parle littéralement d'« une citerne »).
À la suite de toutes ces épreuves, Lucullus se rend compte qu'il n'est plus prêt à tenir un siège plus longtemps et se met d'accord avec les représentants d'Intercatia pour lever le siège en échange de bétail, de cinquante otages et d'un nombre respectable de sagos.
Les temps d'indépendance et de liberté prennent fin pour Intercatia à la suite de la campagne de Scipion Émilien, en l'an 134 avant J.-C. Bien que cette campagne ne soit pas dirigée directement contre elle, les conséquences apportées par la chute de Numance seront décisives pour sa soumission. En effet, la chute et la destruction de la ville marquent la fin de l'alliance économique et militaire entre les deux peuples (Vaccéens et Arvaques), rendant impossible un avenir indépendant face au pouvoir militaire de Rome.
Le site archéologique a été peu étudié en raison du faible soutien des institutions publiques ou privées, mais à l'été 2015, des vestiges d'un mur et de plusieurs maisons ont été retrouvés à Paredes de Nava, avec l'aide de plusieurs chercheurs et bénévoles.